# NGC 330
NGC 330 è un ammasso aperto situato nella costellazione del Tucano a una distanza di circa 182 000 anni luce dal Sistema solare.
Fu scoperto il 1º agosto 1826 da James Dunlop.